# Индиево-калаен оксид
Индиево-калаен оксид (на английски: Indium tin oxide или съкратено ITO) e полупроводников материал, прозрачен за светлината от видимия спектър. Той е смесен оксид, който се състои от 90% индиев(III) оксид (In2O3) и 10% калаен(IV) оксид (SnO2).

## Свойства
Като легиращ примес калаеният (IV) оксид предизвиква необходимите нарушения в кристалната решетка на индиевия оксид, които водят до по-добра електропроводимост. Тънките слоеве от около 200 nm, нанесени върху стъкло при около 400 0С показват висока прозрачност и имат повърхностно съпротивление от около {\displaystyle 6\ \Omega }.

## Области на приложение
Благодарение на това, че е едновременно прозрачен и проводящ, материалът се използва за производството на прозрачни електроди за течнокристални монитори, органични светодиоди и сензорни екрани (Touchscreen). Намира още приложение в тънкослойните соларни клетки и за окабеляване в полупроводниковите сензори. Инфрачервените лъчи се отразяват силно от ITO и затова се използва като термозащита в стъкла за прозорци. Същевременно могат да се покриват различни повърхности, например изкуствени материали, за да не се натрупват електростатични заряди. Това свойство се използва при пакетирането на високочувствителни електрически части.

## Използвани методи за покритие
Индиево-калаеният оксид се нанася с различни методи, в зависимост от нужната прозрачност и материала на подложката. Когато тя е от стъкло и с неголеми размери се прилага термично изпарение във висок вакуум, но то е приложимо когато покриваните части могат да се нагреят до 360 0С. За големи площи най-често използваният метод е катодното разпрашване.
При изкуствени материали е възможно нанасяне на слой чрез изпарение при стайна температура, след което слоевете имат метален блясък и са непрозрачни. За да се постигнат необходимите прозрачност и специфична проводимост се прилага термична обработка в кислород при 360 0С и атмосферно налягане.
Друга възможност е методът сол-гел, който се използва при тънки, но на голяма площ, слоеве. Така подложките могат да се покрият като се потопят, напръскат, щамповат или центробежно. Но този метод е неудачен за много приложения (например за LCD и OLED) заради неравномерната дебелина на покриване.

## Алтернативни материали в полупроводниковата индустрия
Заради високата цена на индия, достигната през последните години, покритията от ITO са много скъпи. Това води до интензивни изследвания на други съединения със сходни прозрачно-проводящи свойства. Основните кандидати са:
- SnO2:F, обогатен с флуор калаен(IV) оксид
- ZnO:Al, обогатен с алуминий цинков оксид
- SnO2:Sb, обогатен с антимон калаен(IV) оксид

|  | Тази страница частично или изцяло представлява превод на страницата Indiumzinnoxid в Уикипедия на немски. Оригиналният текст, както и този превод, са защитени от Лиценза „Криейтив Комънс – Признание – Споделяне на споделеното“, а за съдържание, създадено преди юни 2009 година – от Лиценза за свободна документация на ГНУ. Прегледайте историята на редакциите на оригиналната страница, както и на преводната страница, за да видите списъка на съавторите. ВАЖНО: Този шаблон се отнася единствено до авторските права върху съдържанието на статията. Добавянето му не отменя изискването да се посочват конкретни източници на твърденията, които да бъдат благонадеждни. |